# Enrique Moya (Maler)
Enrique Moya Albial (* 1892 vermutlich in Argentinien; † um 1918 in Santiago de Chile) war ein chilenischer Maler.
Moya studierte an der Escuela de Bellas Artes in Santiago bei Fernando Álvarez de Sotomayor und zählt als dessen Schüler zur Malergruppe der Generación del Trece. Er starb bereits 1918 an den Folgen eines Verkehrsunfalls und hinterließ ein zahlenmäßig schmales, aber qualitativ hochwertiges Werk. 
Zu seinen Lebzeiten fanden nur zwei Ausstellungen seiner Werke im Salón Oficial in Santiago (1910 und 1914) statt. Das Museo Nacional de Bellas Artes zeigte im Jahr 2000 Gemälde von ihm in der Ausstellung Chile Cien Años Artes Visuales: Primer Período (1900–1950) Modelo y Representación. Im Besitz der Pinakothek der Universidad de Concepción befinden sich die Porträts Retrato de mi Madre und Retrato de José Miguel Cruz sowie das Pastellgemälde Cabeza de Niña.

## Quelle
- Museo Nacional de Bellas Artes - Enrique Moya

| Personendaten    | Personendaten                             |
| ---------------- | ----------------------------------------- |
| NAME             | Moya, Enrique                             |
| ALTERNATIVNAMEN  | Moya Albial, Enrique (vollständiger Name) |
| KURZBESCHREIBUNG | chilenischer Maler                        |
| GEBURTSDATUM     | 1892                                      |
| STERBEDATUM      | um 1918                                   |
| STERBEORT        | Santiago de Chile                         |